# Charles Reinert
Charles Reinert (geboren 1. August 1899 in Basel, gestorben 9. Oktober 1963 in Freiburg) war ein Schweizer Jesuit und Filmkritiker. Er gab das erste deutschsprachige Filmlexikon der Nachkriegszeit heraus.

## Leben
Reinert war Sohn des Kaufmanns Karl Johann und seiner Frau Augustine (geb. Jaccottet). Er besuchte das Gymnasium in Einsiedeln und absolvierte 1920 ein Noviziat bei den Jesuiten. Geprägt wurde er durch seinen Onkel Johann Chrysostomus Reinert (1878–1936), Benediktiner in Einsiedeln, und durch Abbé Joye in Basel, der als früher Filmpionier eine umfangreiche Filmsammlung aufbaute und Lichtbilder und das Medium Film in seiner pädagogischen Tätigkeit einsetzte.  Reinert studierte Philosophie im niederländischen Valkenburg sowie Theologie in Innsbruck und im belgischen Enghien. 1929 wurde er zum Priester geweiht. Zunächst war er in Genf und ab 1934 an der Pfarrkirche St. Clara und am Borromäum in Basel tätig.
Im Jahr 1938 veröffentlichte Reinert erstmals Filmkritiken im Basler Volksblatt. Ab 1940  war er Mitarbeiter des Apologetischen Instituts in Zürich. Aus Anfängen in Luzern 1938 entstand unter seiner Leitung das Filmbüro des Schweizerischen katholischen Volksvereins. Reinert war Konsultor der päpstlichen Filmkommission und Mitarbeiter des Internationalen Katholischen Filmbüros (OCIC). Er baute eine umfangreiche Filmkartothek auf und war 1941 Mitbegründer der Filmzeitschrift Der  Filmberater, die er von Mai 1942 bis 1960 in eigener Redaktion und Verantwortung herausgab.
Reinert war ein Pionier der katholischen Filmarbeit, er suchte das Medium Film kulturell und ethisch zu fördern und mit dem katholischen Gedankengut seiner Zeit zu verbinden. 1946 gab er das erste deutschsprachige Filmlexikon der Nachkriegszeit heraus.

## Werke
Herausgeber
- Wir vom Film: 1300 Kurzbiographien aus aller Welt mit rund 10000 Filmtiteln. Red. Hanspeter Manz und Theo Maria Werner, Herder, Freiburg u. a. 1960
- Kleines Filmlexikon: Kunst, Technik, Geschichte, Biographie, Schrifttum. Benziger, Einsiedeln-Zürich 1946
- Manuel du film: [Die in d. Schweiz in Verleih befindlichen Filme] 1949–1954/55 = Handbuch [des Film]. Als Ms. gedr., Red. Der Filmberater, Zürich 1949–1955
- Mit Gebhard Stillfried (Hrsg.), Jean Bernard: Pfarrerblock 25487: Ein Bericht. Pustet, München 1962

## Fussnoten
1. ↑  P. Johannes Chrysostomus (Paul) Reinert von Basel, Archiv des Klosters Einsiedeln
2. ↑  Hansruedi Kleiber: Abbé Joye - ein Filmpionier, Basler Stadtbuch 1991, S. 204–206
3. 1 2 3  Stefan Bamberger: Charles Reinert. In: Historisches Lexikon der Schweiz.  23. Dezember 2011, abgerufen am 27. Juni 2019.
4. ↑  Natalie Fritz, Charles Martig, Fabian Perlini-Pfister (Hrsg.): Nur für reife Erwachsene: katholische Filmarbeit in der Schweiz. TVZ Theologischer Verlag, Zürich 2011, ISBN 978-3-290-20075-6, S. 31 f.
5. 1 2  Charles Martig: Systematik der Filmlandschaft: Zur Entstehung der Filmlexika im deutschen Sprachraum. In: medienheft 22 vom 5. Oktober 2004, S. 22–30; online

| Personendaten    | Personendaten                     |
| ---------------- | --------------------------------- |
| NAME             | Reinert, Charles                  |
| KURZBESCHREIBUNG | Schweizer Jesuit und Filmkritiker |
| GEBURTSDATUM     | 1. August 1899                    |
| GEBURTSORT       | Basel                             |
| STERBEDATUM      | 9. Oktober 1963                   |
| STERBEORT        | Freiburg im Üechtland             |